# Вохминцев, Виктор Александрович
 Виктор Александрович Во́хминцев (род. 26 апреля 1951, с. Куяновский стройучасток, Тегульдетский район, Томская область, РСФСР, СССР) — советский и российский деятель органов внутренних дел и миграционной службы. Заместитель директора Федеральной миграционной службы Российской Федерации с октября 2004 по 28 января 2009. Генерал-майор милиции. Кандидат технических наук (2005).

## Биография
Родился 26 апреля 1951 в селе Куяновский стройучасток (ныне деревня Куяновская Гарь) Тегульдетского района Томской области.
В 1979 окончил Всесоюзный заочный институт пищевой промышленности, в 1992 — Московский юридический институт по специальности «правоведение», в 2005 — 1-й факультет Академии Управления МВД России по специальности «государственное и муниципальное управление» (квалификация — менеджер). В 2005 в Воронежском государственном техническом университете защитил диссертацию по теме «Повышение эффективности противодействия утечке информации в деятельности органов внутренних дел на основе оптимизации разнородных информационных процессов» на соискание учёной степени кандидата технических наук.
После окончания средней школы учился в ПТУ, с 1970 по 1972 проходил срочную службу в рядах Советской армии старшим оператором военного приёмника войсковой части. Во время службы вступил в КПСС. После демобилизации с 1975 по 1979 работал токарем на московском заводе «Знамя Революции».
С 1979 — на службе в органах внутренних дел: милиционер 92 отделения милиции УВД Бауманского райисполкома, инспектор, с 1983 по 1986 — заместитель начальника ОБХСС Бауманского района РУВД Москвы, с 1986 по 1991 — начальником ОБХСС 4-го РУВД.
В 1996 назначен начальником Отдела вневедомственной охраны. С марта по июль 2000 — начальник межрайонного отдела вневедомственной охраны Центрального административного округа при ГУВД Москвы.
С июля 2000 по апрель 2003 — заместитель начальника Милиции общественной безопасности, начальник Управления вневедомственной охраны при ГУВД Москвы.
С апреля 2003 по октябрь 2004 — инспектор по особым поручениям Главного управления вневедомственной охраны МВД России.
С октября 2004 по 28 января 2009 — заместитель директора Федеральной миграционной службы Российской Федерации. Уволен из органов внутренних дел по достижении предельного возраста с правом ношения форменной одежды.
После отставки с ноября 2009 по июль 2010 — советник Управления делами (Департамента) Министерства иностранных дел России. С сентября 2010 по 10 ноября 2011 — вице-президент по безопасности АКБ «Славия». С августа 2012 — советник генерального директор ФГУП «Охрана» МВД России.

## Семья
Женат, имеет двух дочерей

## Награды
Государственные
- Медаль ордена «За заслуги перед Отечеством» II степени
- Медаль Жукова

Ведомственные
- Медаль «200 лет МВД России»
- Медаль «За усердие» (ФМС России)
- Медаль «За добросовестную службу» (ФМС России)
- Медаль «За отличие в ликвидации последствий чрезвычайной ситуации» (МЧС России)
- Нагрудный знак «Заслуженный работник МВД» (1991)
- Именное оружие — пистолет Макарова

Иные
- Медаль «300 лет Российскому флоту»
- Медаль «В память 850-летия Москвы»
- Медаль «В память 1000-летия Казани»
- Медаль «За безупречную службу» I, II, III степеней
- Медаль «Во славу Осетии»